# 521 Бріксія
521 Бріксія (521 Brixia) — астероїд головного поясу, відкритий 10 січня 1904 року Раймондом Смітом Дуґаном у Гейдельберзі.